# Portable Database Image
El Portable Database Image, también conocido por su formato de archivo .pdi, es una propiedad de formato de menor pérdida diseñado para la analización, publicación y distribución de los datos complejos. El formato .pdi , el proceso de generación, y la interfaz de usuario, fueron inventados por el Dr. Reimar Hofmann y el Dr. Michael Haft de Siemens AG Artificial Intelligence/Machine Learning.
La huella .pdi es generalmente de 100 a 1000 veces más pequeño que el de la huella que normalmente se encuentran en la estructuración de los archivos de datos o de los sistemas de base de datos, y es representado sin pérdida de detalle. La palabra portátil en el nombre deriva de la idea de que la reducción de la huella ecológica permite a que un archivo .pdi se ejecute en la memoria principal de un usuario de la computadora sin disco o en una red de entrada/salida (I/O). 
El formato .pdi es digitalmente de derechos protegidos, cifrado de datos de origen que se puede acceder por cualquier ODBO (OLE DB para OLAP) compatible con la herramiena OLAP, incluyendo Microsoft Excel y la GUI Paronatio´s Explorer
Portable Database Image presenta detallados discretos o desecho de datos sin necesidad de precálculo o cardinalidad de reducción. Se permite en tiempo real la correlación y la relación de la exploración libre de los límites — a lo largo de todas las dimensiones. Portable Database Image ha sido probado en un exceso de 5.000 dimensiones y 500 millones de filas de información, con tiempos de respuesta a consultas en un rango de 1 a 8 segundos.
Además, debido a las técnicas de patentado utilizadas en la generación de .pdi, los patrones que se encuentran en los datos, son sumariamente expuestos, lo que permite un instante predictivo y un descriptivo de minería de datos. Las optimizaciones de rendimiento, la segmentación, los resultados de las optimizaciones y las simulaciones son todos dinámicamente soportados por el formato .pdi. Los usuarios están constantemente presentes con la mayoría de los cambios y más altamente correlacionada con las dimensiones afectadas en cada consulta como se descubrió en los patrones de los datos históricos.
- Datos: Q7231341